# Danomyia
Danomyia is een vliegengeslacht uit de familie van de roofvliegen (Asilidae).

## Soorten
- D. aethiops Londt, 1993
- D. albipilus (Becker, 1922)
- D. exquisita (Engel, 1932)
- D. forchhammeri Londt, 1993
- D. habra Londt, 1993
- D. hepsocrene Londt, 1993
- D. pachyphallus Londt, 1993
- D. sathos Londt, 1993
- D. tanaos Londt, 1993